# My Heart Wants Me Dead
My Heart Wants Me Dead är en sång som framfördes av Lisa Ajax i Melodifestivalen 2016. Sången tog sig direkt till final ifrån semifinalen. Den placerade sig på plats 13 på Sverigetopplistan.